# Meiss El Jabal

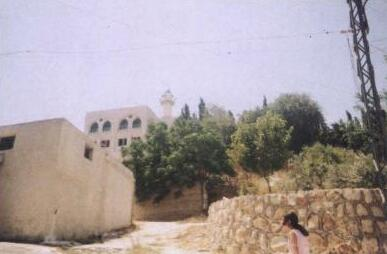
Le sanctuaire dédié à Abu Dhar Al-Ghifari à Mays al-Jabal

Meiss El Jabal (arabe : ميس الجبل ; également translittéré Mays al-Jabal) est une municipalité du district de Marjayoun au Liban dans le gouvernorat de Nabatieh. Elle se situe à environ 114 kilomètres de Beyrouth. Elle s'élève à une altitude de 630 mètres et s'étend sur une surface de 1 924 hectares. Elle comptait 8000 habitants en 2023.

## Description
Elle est bordée au sud par la ville de Blida et la ferme Mhaibib, au nord par la ville de Houla, à l'ouest par les villages de Chaqra et Baraachit, et à l'est par la frontière sud du Liban.

## Période ottomane
En 1596, le village, appelé Mis , dans la nahiya (sous-district) ottomane de Tibnin sous le liwa' (district) de Safad , avec une population musulmane de 75 ménages et 11 célibataires. Les villageois payaient un taux d'impôt fixe de 25 % sur les produits agricoles, tels que le blé, l'orge, les cultures d'été, les oliviers, les potagers et les vergers, les chèvres, les ruches ; en plus des revenus occasionnels, un pressoir à huile d'olive ou à sirop de raisin et des pâturages d'hiver ; soit un total de 12 860 akçe.
En 1881, l'Enquête sur la Palestine occidentale du Palestine Exploration Fund indique la présence « de vestiges anciens ; d'un pressoir à olives et deux sarcophages du côté est. ». L'Enquête livre la description suivante: « Un grand village en deux parties, sur une crête basse, entouré de figuiers, d'oliviers et de terres arables. Il y a une fontaine près du village et trois bonnes sources au nord, en plus des citernes . ».

## Sanctuaire
Le village abrite un sanctuaire chiite dédié au compagnon du prophète Abu Dharr. Un autre sanctuaire chiite dédié à Abu Dharr se trouve à Sarepta.

## Établissements scolaires
Des écoles endommagées pendant le conflit israélo-libanais ont été reconstruites grâce à des volontaires.
| Établissements scolaires                          | Meiss El Jabal (2005-2006) | Liban (2005-2006) |
| ------------------------------------------------- | -------------------------- | ----------------- |
| Nombre d'établissements scolaires                 | 3                          | 2788              |
| Établissements scolaires publics                  | 2                          | 1763              |
| Établissements scolaires privés                   | 1                          | 1025              |
| Élèves scolarisés dans les établissements publics | 435                        | 439905            |
| Élèves scolarisés dans les établissements privés  | 144                        | 471409            |

## Destruction par l'armée israélienne
Le village est en grande partie détruit entre août et octobre 2024 par les bombardements israéliens lors de la guerre Israël-Hezbollah ; lors de l'invasion israélienne du Liban, les troupes au sol dynamitent des maisons à Meiss El Jabal comme dans d'autres villages frontaliers,.
A la date du 30 octobre au moins 311 maisons dans Meiss El Jabal été détruites selon le New York Times. Le 4 novembre l'AFP rend compte de nombreuses explosions provoquées par l'armée israélienne, qui détruisent plus d'une dizaine de bâtiments.
Israël allègue l'existence de tunnels du Hezbollah sous des bâtiments civils dans Meiss El Jabal. Des juristes considèrent que les destructions généralisées ne sont pas conformes au droit international. Tom Dannenbaum, professeur associé de droit international à l’université Tufts, souligne le fait que si des structures civiles, comme des maisons, converties en structures militaires, peuvent être attaquées, en revanche, « il n’est pas permis de cibler une zone entière dans laquelle se trouvent à la fois des objectifs militaires et des biens civils ». De même, selon l'analyse de Alonso Gurmendi Dunkelberg, expert en droit international à la London School of Economics, l'existence d'infrastructures militaires du Hezbollah dans une zone civile ne suffit pas à justifier la destruction de pans entier d'un village ; une telle opération ne respecte pas le principe de proportionnalité. Prenant des exemples dans l'histoire récente, ce juriste rappelle que « de nombreux autres pays, y compris les alliés d’Israël, ont été confrontés à des opérations de contre-insurrection, comme les États-Unis en Irak et en Afghanistan, et ils n’ont pas fait exploser des villes entières ».  

## Personnalités
- Ramiz Rizq (en), romancier et historien de la jurisprudence chiite

- Abdel Amir Kabalan (1936-2021), président du Conseil supérieur chiite, décédé à 85 ans [13]